# (6671) Concari
(6671) Concari est un astéroïde de la ceinture principale.

## Description
(6671) Concari est un astéroïde de la ceinture principale. Il fut découvert le 5 juillet 1994 à l'observatoire Palomar par Eleanor Francis Helin. Il présente une orbite caractérisée par un demi-grand axe de 2,89 UA, une excentricité de 0,15 et une inclinaison de 14,7° par rapport à l'écliptique.

## Compléments